# Manuel Nin
Manuel Nin Güell OSB (ur. 20 sierpnia 1956) – hiszpański duchowny katolicki rytu bizantyjskiego, egzarcha apostolski Grecji od 2016.

## Życiorys
18 kwietnia 1998 otrzymał święcenia kapłańskie z rąk Lluísa Martíneza Sistacha. Po święceniach zaczął pracę w Papieskim Kolegium Greckim, a w 1999 został jego rektorem.
2 lutego 2016 został mianowany przez papieża Franciszka egzarchą apostolskim Grecji oraz biskupem tytularnym Carcabia. Sakry biskupiej udzielił mu 15 kwietnia 2016 jego poprzednik – biskup Dimitrios Salachas.